# 広江一也
広江 一也（ひろえ かずや、1974年12月3日 - ）は、日本の実業家で美容師。株式会社NORA代表取締役。奈良県生駒郡出身、グラムール美容専門学校卒業。

## 経歴
1974年（昭和49年）奈良県生駒郡生まれ。父親は運送業の経営、母親は大阪の新地でクラブを経営していた。その影響から幼少期から人と触れ合うのが好きな子供だった。いつかは自分も経営者になろうと思っていた。
高校卒業後、木村拓哉主演の建築業界の裏側を描いたドラマ『協奏曲』に憧れ、建築デザインを夢見て大手建設会社に入社。しかし思い描いていた世界と違い、大金が動くなか自分の存在意義のなさに不安を覚える。建設会社は男性だらけの世界だったので、正反対の女性ばかりの世界に行きたくなり、もともと興味があった美容やファッションの世界に飛びこもうとイチから勉強するためにグラムール美容専門学校へ通うことにした。
卒業後、1998年（平成10年）に東京のトップサロンに勤める。スタッフが200人ほどいるなかでトップ10に入る売れっ子に駆け上がる。勤めて10年、店長になってから5年が経ったころ母親を不慮の事故で亡くす。「人生ってはかないものだな、悔いのないようにしよう」と思い立つ。葬式から帰ってすぐに「辞める」と店に伝え、独立を決意。
2007年（平成19年）4月28日、東京・青山に「NORA」を開業。経営者、兼美容師を務める。5人で始めて、セット面6面で28坪の広さだった。オープン時から客でいっぱいで、待機席もないため立って待たせたり、外のテラスでカラーをしたりと繁盛店となる。このままではどうにもならないと思い、2009年（平成21年）に74坪、家賃3倍の店舗に引っ越すことにした。
2011年（平成23年）震災の打撃もあって、客はいっぱい来てくれているのにキャッシュに苦労する。
2013年（平成25年）には姉妹店「NORA Journy」を表参道に出店し、2017年（平成29年）にはフィリピン支店、2018年（平成30年）に大阪に「NORA MARCHE」をオープン。
2018年（平成30年）]頃、「10年やっても新しい世界は開けていない」とマンネリさに苦しむ。そんな時期にお笑いタレントの西野亮廣と出会う。たまたま西野のブログを見て興味を持ったので、直接連絡をしたら西野から「じゃあ飲みましょう」と返事がきた。同時期、西野も広江と同じような悩みを抱えていて2人は意気投合する。西野から「お笑いのルールで戦っても先輩たちは追い越せない、だったら他の方法で攻めた方がいい」とヒントを貰い行動に移る。広江が始めた『NORA美容室が仕掛けるファン作り』に西野は絶賛。
現在はヘアサロン経営のほか、経済産業省「COOL JAPAN」事業の香港イベント参画など、業界の枠を超えた取り組みを積極的に行っている。

## 人物
- 前述のように交友関係としてキングコング西野亮廣と親しい[4]。西野主催のオンラインサロンメンバーでもあり、西野から「どうせ行くならサロンメンバーのお店に！」と呼び掛けてもらった。また、西野の絵本作品『えんとつ町のプペル』の世界を再現した美術館に「街」を造る構想があり「えんとつ町」の美容室担当にもなっている（現在計画中）[2]。
- 体力が落ちると気持ちも落ちると考え、週2回はパーソナルトレーナーをつけてトレーニングをしている[3]。
- 2児の父親[3]。
- 10代の頃はバンドマンだった[3]。

## ビジネス論
- 美容学校卒業後は人気サロンに就職。スタッフが200人ほどいるなかで広江はトップ10に入る売れっ子に駆け上がる。成功した要因として「アシスタント時代からスタッフやお客さんと毎晩、飲み歩いた」ことをあげている。薄給時代にもかかわらず、ひと晩の支払金額が給料の倍近くになっていたこともあった。そうやって人脈を作ったことが仕事につながった[2]。
- 店舗数が少ない時代は何でも1人でやっていたが、事業拡大に伴い、社内の環境維持は他の人に任せることにした。広江の役割は新しいことを開拓していくことに専念。すると不思議に経営がうまく回りだした。スマートにシステム化するの大切さを実感した[2]。
- 将来の展望としてスティーヴン・スピルバーグ監督『レディ・プレイヤー1』やロバート・ゼメキス監督の『バック・トゥ・ザ・フューチャー』のようなSFの世界観を出していきたい。最新のテクノロジーを活用して美容室を「エンタメ空間」にしていけたらいいと考える。客が「VR(バーチャルリアリティ)＝仮想現実」のメガネをかけると、スタイリストがお化けに見えたりとか。ファンタジーとリアルの境界線を曖昧にするとかして楽しんでもらいたい。美容だけに限定せず、楽しい時間を同時体験できる空間を作りたいとインタビューで答えている[2]。
- カリスマ美容師時代は「日本一の美容室」で「日本一忙しい美容室」だった。日本武道館でヘアショーをしたり、全国各地でヘアショーを開催したりした。同時にフジテレビでテレビ番組『シザーズリーグ』が始まり、カリスマ美容師ブームが過熱した。来客は2店舗で1日300人以上、予約していても1時間、2時間待ちはザラ。営業中にテレビカメラが入って密着取材を受けたり、CM撮影をしたりしていた。店外には全国の美容師が朝から晩まで中を覗いていて技を盗もうとしていた。余りの多忙さに水を飲みにいく時間すらなく、シャンプー台のお湯で喉の渇きしのいだ[2]。
- 自分の経験や考え方を若い人に押し付けるのはよくないと考える。理解の範疇を超えていたとしても若い子のやり方を否定しない。今一番売れているスタイリストは、売れていない時代に広江から「毎日名刺を配って、ドブ板営業しろ」と助言を受けたが、別の方法に時間を費やした。ひたすらInstagramで韓流アイドルの髪型を再現したのだ。しばらくして韓流ブーム到来の時流にのり大ブレイク。そのことから「自分が知らないこと、理解できないことがこれからのトレンドになる」と猛省した。どんな仕事も一切手を抜かずコツコツやることが成功の近道だと広江は言い続ける[5]。

## 出演

### インターネット放送
- 『キングコング西野亮廣YouTubeチャンネル』（YouTubeチャンネル）

### 雑誌
- 『PREPPY』（ヘリテージ）　※表紙[6]
- 『リクルートキャリアガイダンス』（リクルート） - 超人気の職業特集[7]
- 『THE BEAUTREC』（ザ・ビューレック社） - 美容業界のサステナブルを考える

ほか